# ماسون هاموند
ماسون هاموند (بالإنجليزية: Mason Hammond)‏ هو مؤرخ أمريكي، ولد في 14 فبراير 1903 في بوسطن في الولايات المتحدة، وتوفي في 13 أكتوبر 2002 في كامبريدج في الولايات المتحدة.